# Новобиржевой Гостиный двор
Новобиржевой Гостиный двор — историческое здание в Санкт-Петербурге, на Васильевском острове. Построен в 1800—1815 годах по проекту Кваренги в стиле классицизма. Является памятником истории культуры Российской Федерации. В настоящее время здание принадлежит Санкт-Петербургскому государственному университету.

## Основные сведения
Здание Новобиржевого Гостиного двора построено в виде замкнутого четырехугольника с большим внутренним двором. Нижний этаж представляет открытую аркаду. Стены обработаны рустом, завершены карнизом.
Располагается здание на Менделеевской линии Васильевского острова, на участке между Биржевым проездом и Тифлисской улицей. Напротив Новобиржевого двора находится пл. Академика Сахарова. Левее площади Сахарова (по четной стороне Менделеевской линии) располагается Здание Двенадцати коллегий — главное здание Санкт-Петербургского университета.
Левый сосед здания Новобиржевого Гостиного двора (по нечетной стороне) — НИИ акушерства, гинекологии и репродуктологии имени Д. О. Отта. Справа находится Библиотека Российской академии наук (Биржевой переулок, д. № 1). Задний фасад здания выходит на Тифлисский переулок.

## История
Император Пётр I видел центром нового города, Санкт-Петербурга именно Васильевский остров. При нём остров становится пристанищем для зданий научной элиты страны: возникают Петербургская академия наук и Академический университет; на Васильевском острове строится здание Двенадцати коллегий, планировалось размещение на Васильевском Правительствующего Сената и Святейшего Синода.
В этих условиях необходимо было разместить на Васильевском острове и центр экономики и торговли. В 1722—1737 годах Васильевский остров стал застраиваться по проекту Д. Трезини. Тогда же появился и Старый Гостиный двор, складские здания которого тянулись от Стрелки Васильевского острова до здания Двенадцати коллегий. К настоящему времени от этих построек уцелело лишь здание на Тифлисской улице, 1 — здание библиотечного фонда Библиотеки РАН.
К концу XVIII века торговые здания на Васильевском острове, включая здания старой Биржи и Таможни, устарели. Появилась необходимость в новых постройках. При Павле I (1797 год) появляется новый план застройки Стрелки Васильевского острова. В числе новых зданий планировалось возвести здания Гостиного двора и Новой Биржи. В 1800 году постройка здания по проекту архитектора Джакомо Кваренги началась.

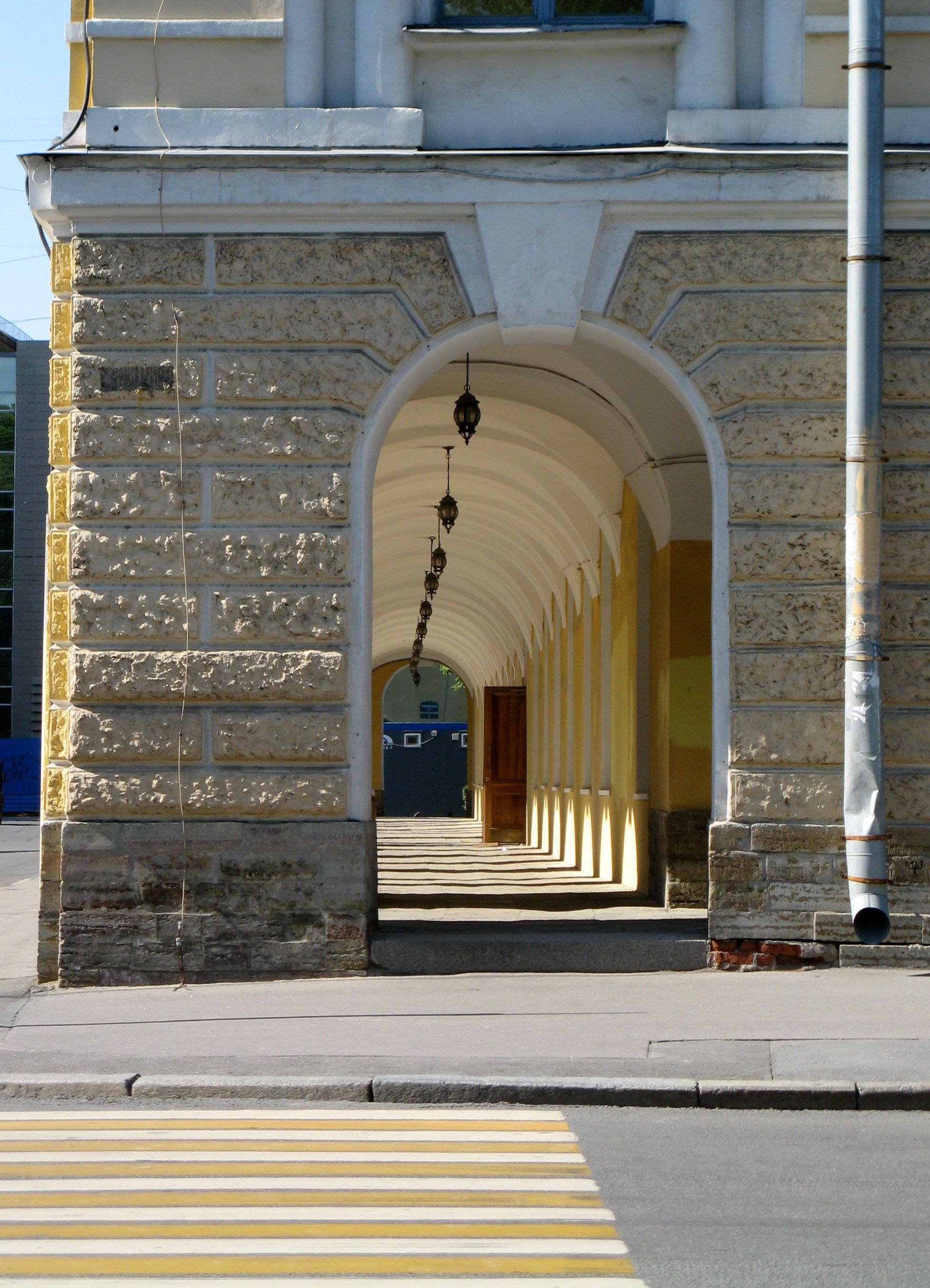
Галерея Новобиржевого Гостиного двора

При строительстве зодчий использовал типовой прием проектирования торговых зданий XVIII—XIX веков — сблокированные лавки, объединенные снаружи галереей в виде открытой сводчатой аркады (по такому же принципу построены и другие Гостиные дворы в городе). Новобиржевой Гостиный двор имеет просторный внутренний дворик-атриум и представляет собой неправильный замкнутый четырёхугольник, напоминающий трапецию. По всему периметру первого этажа здания проходит открытая сквозная обходная галерея, которая отделана под рустовку — характерный прием отделки фасадов итальянских палаццо эпохи Ренессанса. Стены нижнего этажа завершены карнизом. Полуциркульные окна второго этажа вписаны в гладкую поверхность арочных ниш. Галереи второго этажа обращены во двор.
Из-за участия России в Наполеоновских войнах строительство Гостиного двора шло медленными темпами, а впоследствии и вовсе застопорилось. Во второй половине 1800-х годов, когда Жан Тома де Томон начал строительство здания Новой Биржи, постройка и вовсе была разобрана. Возобновление и окончание постройки Гостиного двора относится к 1815 году.
В XIX — начале XX века Новобиржевой Гостиный двор использовался в основном для торгово-технических целей, преимущественно в качестве складского помещения. В начале XX века в здании Новобиржевого Гостиного двора размещались склады товаров Козухиной артели и контора Гленовой артели.
После революции до начала 1930-х годов в здании располагались склады ленинградской милиции. В начале 1930-х рассматривался проект передачи здания Академии Наук, но в 1934 году АН была переведена в Москву. Тогда здание было передано историческому факультету Ленинградского университета, начавшему работу 1 сентября 1934 года.
В 1936 году здание перестраивалось. По проекту В. Н. Пилявского, Я. Я. Кетчера и А. А. Заварзина был надстроен третий этаж с небольшими квадратными окнами, верхний ярус дворовой аркады был разобран, а нижний был включен в объём здания с остеклением проемов и устройством плоской крыши-террасы. Интерьеры были кардинально изменены. Центральную часть первого этажа занял вестибюль с гардеробом, перекрытый крестовыми сводами с подпружными арками, опирающимися на столбы. Также появилась двухэтажная аудитория-лекторий на 400 мест, расположенных амфитеатром.
До войны в здании Новобиржевого Гостиного двора помимо исторического размещались также филологический и географический факультеты (1930-е), а также военная кафедра. Во время войны в здании располагался госпиталь. После войны здание некоторое время занимал политико-экономический факультет (1960-е), в 1940 году был основан философский факультет, который также располагается в Новобиржевом Гостином дворе. В здании располагается и Медицинский колледж СПбГУ. До 2009 года в здании также находилась университетская поликлиника.
Новобиржевой Гостиный двор на Васильевском острове охраняется государством как памятник архитектуры федерального значения и служит ярким примером русской классицистической архитектуры начала XIX века.